# Discografia dei Marilyn Manson
La discografia dei Marilyn Manson, gruppo musicale industrial metal statunitense formatasi nel 1989, comprende dieci album in studio, un album dal vivo, una raccolta, due EP, trentadue singoli, sei DVD e trentadue videoclip.

## Storia
Il gruppo ha seguito le orme di famose band come i Kiss, i Judas Priest e i Queen e di rockstar come Ozzy Osbourne, Alice Cooper, David Bowie e molti altri. Al 2015 la band ha venduto oltre 50 milioni di dischi in tutto il mondo.
Dopo aver ottenuto un contratto con l'etichetta discografica Nothing Records (sussidiaria della Interscope) nel 1993, il gruppo pubblicò il suo primo album in studio, Portrait of an American Family (1994) che, nonostante un debutto non troppo incoraggiante, riuscì a vendere oltre 500 000 copie solo negli Stati Uniti ed ottenne la certificazione come disco d'oro dalla RIAA il 23 marzo 2003. L'album non riuscì a raggiungere la top 20 di Billboard, ma i singoli Get Your Gunn e Lunchbox entrarono in classifica in Canada. Trainato da uno dei loro singoli di maggior successo – una cover del brano degli Eurythmics Sweet Dreams (Are Made of This) – il primo EP della band Smells Like Children (1995) divenne un successo commerciale, riuscendo a vendere oltre un milione di copie solo negli Stati Uniti. Nel 1996, la band pubblicò il suo secondo album di inediti, Antichrist Superstar. L'accoglienza fu molto calorosa: il disco debuttò in terza posizione della Billboard 200 con oltre 223 000 copie vendute solo negli Stati Uniti durante la prima settimana. Il sound di Antichrist Superstar mostrava un'evoluzione della band, i cui suoni erano ora più completi e definiti, mentre il loro industrial metal era ora contaminato da influenze gothic rock, progressive metal e new wave. Secondo Stephen Thomas Erlewine di AllMusic, questo disco rappresenta la "dichiarazione definitiva dei Marilyn Manson". Il disco ottenne il doppio disco di platino in Canada, un disco di platino negli Stati Uniti e diversi dischi d'oro in altri Paesi. I singoli The Beautiful People e Tourniquet entrarono in classifica nella Mainstream Rock Airplay rispettivamente in 29ª e 30ª posizione. Antichrist Superstar ha venduto più di 1,9 milioni di copie negli Stati Uniti ed oltre 7 milioni a livello mondiale, e fu supportato dal secondo EP del gruppo, Remix & Repent, uscito nel 1997. Il 15 settembre 1998 fu il turno del terzo disco di inediti dei Marilyn Manson, Mechanical Animals, rivelatosi un successo commerciale e di critica. Un lavoro dai suoni prevalentemente glam metal e dallo stile molto vicino agli artisti degli anni 1970, come David Bowie, menzionato dal gruppo come uno tra le maggiori muse ispiratrici per il disco. Fu il primo lavoro del gruppo a debuttare direttamente al primo posto negli Stati Uniti, in Canada e in Australia, mentre in molti altri Paesi europei debuttò in top 10. Il videoclip del primo singolo tratto dall'album, The Dope Show, vinse un premio agli MTV Video Music Awards 1999 come Miglior fotografia. Mechanical Animals ottenne tre dischi di platino e due dischi d'oro a livello mondiale. L'anno successivo, la band pubblicò The Last Tour on Earth, primo album dal vivo della loro carriera contenente versioni "live" di molti pezzi inclusi nei primi tre album. Al fine di trainare il disco, Astonishing Panorama of the Endtimes venne pubblicato come singolo mentre la band partecipò alla serie televisiva animata Celebrity Deathmatch.
Il quarto disco del gruppo, Holy Wood (In the Shadow of the Valley of Death) (2000), fu il primo lavoro dei Marilyn Manson ad entrare in classifica in Italia, raggiungendo la settima posizione, e riuscì ad ottenere un disco d'oro in Svizzera. Tre furono i singoli estratti: Disposable Teens, The Fight Song e The Nobodies; quest'ultimo riuscì ad entrare in classifica in Spagna, raggiungendo l'ottava posizione. Secondo Joseph Bush di Sputnikmusic, il disco porta con sé "molti cambiamenti dal punto di vista musicale", mentre il brano "The Fight Song" è "un inno alla ribellione". L'album è l'ultimo di una trilogia iniziata con Antichrist Superstar e proseguita con Mechanical Animals, stando a quanto affermato da Manson in occasione di un'intervista con Rolling Stone, e ad oggi ha venduto oltre 9 milioni di copie in tutto il mondo. Uscito nel 2003, The Golden Age of Grotesque rappresenta il quinto lavoro di inediti della band. Nonostante un successo modesto nella patria del gruppo, si tratta del secondo album dei Manson a raggiungere la vetta della Billboard 200, debuttando direttamente al primo posto con più di 118 000 copie vendute nella prima settimana. Fino a novembre 2008, l'album aveva venduto circa 526 000 copie negli Stati Uniti. Al contrario, si tratta dell'album della band di maggior successo a livello internazionale: per la prima volta nella storia del gruppo, il disco riuscì ad entrare in classifica in Danimarca ed in Portogallo, oltre a raggiungere la top 20 di diversi Paesi europei come ad esempio la Svizzera, l'Austria, il Belgio, l'Italia e la Germania; in quest'ultimo Paese la band ha ottenuto per la prima volta un disco d'oro. Nel 2004, i Marilyn Manson hanno pubblicato la loro prima compilation di successi Lest We Forget, contenente 20 brani tra i quali anche l'inedito Personal Jesus, cover dei Depeche Mode che venne estratto come singolo. Il "best" ottenne svariati dischi d'oro in molti Paesi europei e riuscì ad entrare nelle classifiche di vendita di 19 Paesi in tutto il mondo, tra i quali il Giappone.
Il sesto disco di inediti della band, Eat Me, Drink Me, venne pubblicato nel 2007 e debuttò in ottava posizione nella Billboard 200. Due anni più tardi, The High End of Low riuscì a raggiungere la quarta posizione sia nella classifica di vendite statunitense che in quella canadese, ma rappresentò l'ultimo disco della band pubblicato sotto etichetta Interscope. Dopo aver firmato un contratto con la Cooking Vinyl, etichetta indipendente, il gruppo pubblicò Born Villain nel 2012. Il disco vendette 39 000 copie nella prima settimana negli Stati Uniti, debuttando al decimo posto della Billboard 200. Il disco rievoca suoni del classico glam metal, simili a quelli sentiti in alcuni dei precedenti lavori della band. Brani come Children of Cain, You're So Vain, Lay Down Your Goddamn Arms, Pistol Whipped ed altre, presentano un "contenuto sessualmente, moralmente e socialmente deviato" secondo Fred Thomas di AllMusic. Il singolo No Reflection ottenne una nomination nella categoria "Miglior interpretazione hard rock/metal" ai Grammy Awards 2013, ma la vittoria fu poi conquistata dal brano Love Bites (So Do I) degli Halestorm. Il nono album di inediti dei Marilyn Manson, The Pale Emperor, fu pubblicato il 16 gennaio 2015 e debuttò in ottava posizione negli Stati Uniti con 51 000 copie vendute nella prima settimana, marcando il miglior debutto a livello di vendite per la band sin dai tempi di Eat Me, Drink Me.

### Premessa
Sono state escluse da questa pagina le compilation realizzate dai fan ed altro materiale non autorizzato; perciò non sono elencati dischi non ufficiali, come i bootleg. Le canzoni singole e i remix sono menzionati ciascuno nel rispettivo articolo del singolo o album che li include, e non verranno elencati qui; consultare quindi tali pagine per informazioni su remix o versioni alternative. Le informazioni riguardanti le vendite dei dischi sono in continuo cambiamento, pertanto quelle riportate qui sono aggiornate all'epoca in cui le fonti relative sono state consultate. Questi dati non sono esaustivi e non sono quasi mai relativi ai dati mondiali, generalmente si riferiscono alle sole vendite in territorio americano.
La RIAA ha cambiato i suoi criteri di assegnamento dei dischi d'oro, di platino e di diamante, pertanto alcuni album nella lista risulteranno aver venduto meno copie in un determinato Paese ricevendo però un premio più importante rispetto ad altri dischi. La RIAA ricalcola le vendite periodicamente, perciò i dati qui riportati sono soggetti a variazioni. Sono state incluse esclusivamente le pubblicazioni ufficialmente verificate e non quelle di cui si è solamente vociferato o che non sono ancora uscite. I progetti che Manson ha menzionato nelle sue interviste non sono stati inclusi a meno che non siano stati verificati. Anche le colonne sonore sono state escluse.

## Album in studio
| Anno                                                            | Album | Posizione massima raggiunta | Posizione massima raggiunta | Posizione massima raggiunta | Posizione massima raggiunta | Posizione massima raggiunta | Posizione massima raggiunta | Posizione massima raggiunta | Posizione massima raggiunta | Posizione massima raggiunta | Posizione massima raggiunta | Posizione massima raggiunta | Posizione massima raggiunta | Posizione massima raggiunta | Posizione massima raggiunta | Posizione massima raggiunta | Posizione massima raggiunta | Posizione massima raggiunta | Posizione massima raggiunta | Posizione massima raggiunta | Posizione massima raggiunta | Posizione massima raggiunta | Certificazioni                     |
| Anno                                                            | Album | [ 17 ]                      | [ 17 ]                      | [ 44 ]                      | [ 37 ]                      | [ 19 ]                      | [ 45 ]                      | [ 46 ]                      | [ 38 ]                      | [ 20 ]                      | [ 21 ]                      | [ 22 ]                      | [ 35 ]                      | [ 27 ]                      | [ 47 ]                      | [ 36 ]                      | [ 18 ]                      | [ 48 ]                      | [ 23 ]                      | [ 49 ]                      | [ 40 ]                      | [ 50 ]                      | Certificazioni                     |
| --------------------------------------------------------------- | --- | --------------------------- | --------------------------- | --------------------------- | --------------------------- | --------------------------- | --------------------------- | --------------------------- | --------------------------- | --------------------------- | --------------------------- | --------------------------- | --------------------------- | --------------------------- | --------------------------- | --------------------------- | --------------------------- | --------------------------- | --------------------------- | --------------------------- | --------------------------- | --------------------------- | ---------------------------------- |
| 1994                                                            | Portrait of an American Family - Primo album - Pubblicazione: 19 luglio - Etichetta: Nothing Records - Formato: CD, LP, CS - AllMusic:                        | —                           | —                           | —                           | —                           | —                           | —                           | —                           | —                           | —                           | —                           | —                           | —                           | —                           | —                           | —                           | —                           | —                           | —                           | —                           | —                           | —                           | : Oro 2,500 000                    |
| 1996                                                            | Antichrist Superstar - Secondo album - Pubblicazione: 8 ottobre - Etichetta: Nothing Records - Formato: CD, LP, CS - Allmusic:                                | 3                           | —                           | —                           | —                           | 37                          | 116                         | —                           | —                           | 50                          | 13                          | —                           | —                           | —                           | —                           | —                           | 41                          | 5                           | 100                         | 73                          | —                           | 21                          | : 2x Platino : Platino : Oro 7 000 |
| 1998                                                            | Mechanical Animals - Terzo album - Pubblicazione: 15 settembre - Etichetta: Nothing Records - Formato: CD, LP, CS - Allmusic:                                 | 1                           | 1                           | —                           | 44                          | 6                           | 14                          | 42                          | 42                          | 6                           | 6                           | 3                           | —                           | —                           | —                           | —                           | 1                           | 3                           | 7                           | 8                           | 25                          | —                           | : Platino : Oro 8 000              |
| 2000                                                            | Holy Wood (In the Shadow of · the Valley of Death) - Quarto album - Pubblicazione: 14 novembre - Etichetta: Nothing Records - Formato: CD, LP, CS - Allmusic: | 13                          | 13                          | —                           | 20                          | 6                           | 12                          | 53                          | 29                          | 7                           | 25                          | 12                          | —                           | 7                           | —                           | —                           | 8                           | 18                          | 11                          | 23                          | 13                          | —                           | : Oro 9 000                        |
| 2003                                                            | The Golden Age of Grotesque - Quinto album - Pubblicazione: 13 maggio - Etichetta: Nothing Records - Formato: CD - Allmusic:                                  | 1                           | —                           | —                           | 1                           | 1                           | 2                           | 14                          | 1                           | 4                           | 8                           | 4                           | 6                           | 1                           | —                           | 4                           | 5                           | 16                          | 1                           | 4                           | 5                           | 28                          | : Platino : Oro 4 000              |
| 2007                                                            | Eat Me, Drink Me - Sesto album - Pubblicazione: 5 giugno - Etichetta: Nothing Records - Formato: CD - Allmusic:                                               | 8                           | 8                           | 12                          | 4                           | 2                           | 5                           | 38                          | 9                           | 10                          | 9                           | 12                          | 18                          | 7                           | 7                           | —                           | 9                           | 18                          | 4                           | 8                           | 15                          | 32                          | : Oro 4 000                        |
| 2009                                                            | The High End of Low - Settimo album - Pubblicazione: 19 maggio - Etichetta: Nothing Records - Formato: CD, DI - Allmusic:                                     | 4                           | 4                           | 34                          | 6                           | 6                           | 9                           | 73                          | 16                          | 15                          | 9                           | 26                          | 32                          | 18                          | 9                           | 22                          | 12                          | 8                           | 5                           | 19                          | 9                           | 17                          |                                    |
| 2012                                                            | Born Villain - Ottavo album - Pubblicazione: 1º maggio - Etichetta: Cooking Vinyl - Formato: CD, DI, LP - Allmusic:                                           | 10                          | 8                           | —                           | 2                           | 4                           | 8                           | 27                          | 15                          | 21                          | 18                          | 24                          | 23                          | 11                          | 28                          | 29                          | 16                          | 19                          | 5                           | 14                          | 18                          | —                           |                                    |
| 2015                                                            | The Pale Emperor - Nono album - Pubblicazione: 20 gennaio - Etichetta: Cooking Vinyl - Formato: CD, DI, LP                                                    | 8                           | 4                           | —                           | 1                           | 4                           | 5                           | —                           | —                           | —                           | 10                          | —                           | —                           | 26                          | —                           | —                           | 6                           | 5                           | 4                           | 16                          | —                           | —                           |                                    |
| 2017                                                            | Heaven Upside Down - Decimo album - Pubblicazione: 6 ottobre - Etichetta: Loma Vista, Caroline - Formato: CD, DI, LP                                          |                             |                             |                             |                             |                             |                             |                             |                             |                             |                             |                             |                             |                             |                             |                             |                             |                             |                             |                             |                             |                             |                                    |
| 2020                                                            | We Are Chaos - Undicesimo album - Pubblicazione: 11 settembre - Etichetta: Loma Vista - Formato: CD, DI, LP                                                   |                             |                             |                             |                             |                             |                             |                             |                             |                             |                             |                             |                             |                             |                             |                             |                             |                             |                             |                             |                             |                             |                                    |
| Il simbolo "—" indica che il disco non è entrato in classifica. | |                             |                             |                             |                             |                             |                             |                             |                             |                             |                             |                             |                             |                             |                             |                             |                             |                             |                             |                             |                             |                             |                                    |

## EP
| 1995                                                            | Smells Like Children - Pubblicazione: 24 ottobre - Etichetta: Nothing / Interscope - Formato: CD, CS, LP, DI - Allmusic: | 31  | —  | 42 | —  | —   | : Platino |
| 1997                                                            | Remix & Repent - Pubblicazione: 18 novembre - Etichetta: Nothing / Interscope - Formato: CD - Allmusic:                  | 102 | 49 | 69 | 18 | 163 |           |
| Il simbolo "—" indica che il disco non è entrato in classifica. | |     |    |    |    |     |           |

## Album dal vivo
| Anno | Album | Posizione massima raggiunta | Posizione massima raggiunta | Posizione massima raggiunta | Posizione massima raggiunta | Posizione massima raggiunta | Posizione massima raggiunta | Posizione massima raggiunta | Posizione massima raggiunta | Certificazioni |
| Anno | Album | [ 17 ]                      | [ 45 ]                      | [ 20 ]                      | [ 18 ]                      | [ 48 ]                      | [ 49 ]                      | [ 23 ]                      | [ 40 ]                      | Certificazioni |
| ---- | --- | --------------------------- | --------------------------- | --------------------------- | --------------------------- | --------------------------- | --------------------------- | --------------------------- | --------------------------- | -------------- |
| 1999 | The Last Tour on Earth - Pubblicazione: 16 novembre - Etichetta: Nothing / Interscope - Formato: CD, CS - Allmusic: | 82                          | 62                          | 59                          | 50                          | 38                          | 61                          | 46                          | 33                          | : Argento      |

## Compilation
| Anno | Album | Posizione massima raggiunta | Posizione massima raggiunta | Posizione massima raggiunta | Posizione massima raggiunta | Posizione massima raggiunta | Posizione massima raggiunta | Posizione massima raggiunta | Posizione massima raggiunta | Posizione massima raggiunta | Posizione massima raggiunta | Posizione massima raggiunta | Posizione massima raggiunta | Posizione massima raggiunta | Posizione massima raggiunta | Posizione massima raggiunta | Posizione massima raggiunta | Posizione massima raggiunta | Posizione massima raggiunta | Posizione massima raggiunta | Certificazioni |
| Anno | Album | [ 17 ]                      | [ 17 ]                      | [ 37 ]                      | [ 19 ]                      | [ 46 ]                      | [ 38 ]                      | [ 20 ]                      | [ 21 ]                      | [ 22 ]                      | [ 35 ]                      | [ 27 ]                      | [ 47 ]                      | [ 36 ]                      | [ 18 ]                      | [ 48 ]                      | [ 49 ]                      | [ 23 ]                      | [ 50 ]                      | [ 40 ]                      | Certificazioni |
| ---- | --- | --------------------------- | --------------------------- | --------------------------- | --------------------------- | --------------------------- | --------------------------- | --------------------------- | --------------------------- | --------------------------- | --------------------------- | --------------------------- | --------------------------- | --------------------------- | --------------------------- | --------------------------- | --------------------------- | --------------------------- | --------------------------- | --------------------------- | -------------- |
| 2004 | Lest We Forget: The Best Of - Pubblicazione: 28 settembre - Etichetta: Nothing / Interscope - Formato: CD, LP - Allmusic: | 9                           | 3                           | 5                           | 3                           | 41                          | 4                           | 10                          | 22                          | 16                          | 20                          | 14                          | 97                          | 11                          | 15                          | 9                           | 4                           | 4                           | 40                          | 15                          | : Oro 3 000    |

## Singoli
| Anno                                                                | Singolo                                               | Posizione massima raggiunta    | Posizione massima raggiunta    | Posizione massima raggiunta    | Posizione massima raggiunta    | Posizione massima raggiunta    | Posizione massima raggiunta    | Posizione massima raggiunta    | Posizione massima raggiunta    | Posizione massima raggiunta    | Posizione massima raggiunta    | Posizione massima raggiunta    | Posizione massima raggiunta    | Posizione massima raggiunta    | Posizione massima raggiunta    | Posizione massima raggiunta    | Posizione massima raggiunta    | Posizione massima raggiunta    | Posizione massima raggiunta    | Posizione massima raggiunta    | Certificazioni                 |
| Anno                                                                | Singolo                                               | USA Alt.                       | USA Rock                       | CAN                            | SVI                            | AUT                            | FRA                            | HOL                            | BEL                            | SVE                            | FIN                            | NOR                            | DAN                            | ITA                            | AUS                            | NZ                             | GER                            | R.U.                           | HUN                            | IRL                            | Certificazioni                 |
| Portrait of an American Family                                      | Portrait of an American Family                        | Portrait of an American Family | Portrait of an American Family | Portrait of an American Family | Portrait of an American Family | Portrait of an American Family | Portrait of an American Family | Portrait of an American Family | Portrait of an American Family | Portrait of an American Family | Portrait of an American Family | Portrait of an American Family | Portrait of an American Family | Portrait of an American Family | Portrait of an American Family | Portrait of an American Family | Portrait of an American Family | Portrait of an American Family | Portrait of an American Family | Portrait of an American Family | Portrait of an American Family |
| ------------------------------------------------------------------- | ----------------------------------------------------- | ------------------------------ | ------------------------------ | ------------------------------ | ------------------------------ | ------------------------------ | ------------------------------ | ------------------------------ | ------------------------------ | ------------------------------ | ------------------------------ | ------------------------------ | ------------------------------ | ------------------------------ | ------------------------------ | ------------------------------ | ------------------------------ | ------------------------------ | ------------------------------ | ------------------------------ | ------------------------------ |
| 1994                                                                | Get Your Gunn                                         | —                              | —                              | 11                             | —                              | —                              | —                              | —                              | —                              | —                              | —                              | —                              | —                              | —                              | —                              | —                              | —                              | —                              | —                              | —                              |                                |
| 1994                                                                | Lunchbox                                              | —                              | —                              | 5                              | —                              | —                              | —                              | —                              | —                              | —                              | —                              | —                              | —                              | —                              | —                              | —                              | —                              | —                              | —                              | —                              |                                |
| 1994                                                                | Dope Hat                                              | —                              | —                              | —                              | —                              | —                              | —                              | —                              | —                              | —                              | —                              | —                              | —                              | —                              | —                              | —                              | —                              | —                              | —                              | —                              |                                |
| Smells Like Children                                                |                                                       |                                |                                |                                |                                |                                |                                |                                |                                |                                |                                |                                |                                |                                |                                |                                |                                |                                |                                |                                |                                |
| 1995                                                                | Sweet Dreams (Are Made of This)                       | 26                             | 31                             | —                              | —                              | —                              | —                              | —                              | —                              | —                              | —                              | —                              | —                              | —                              | 28                             | 50                             | —                              | 135                            | 7                              | —                              |                                |
| Antichrist Superstar                                                |                                                       |                                |                                |                                |                                |                                |                                |                                |                                |                                |                                |                                |                                |                                |                                |                                |                                |                                |                                |                                |                                |
| 1996                                                                | The Beautiful People                                  | 26                             | 29                             | —                              | —                              | —                              | —                              | 96                             | —                              | —                              | —                              | —                              | —                              | —                              | 42                             | 29                             | —                              | 18                             | —                              | —                              | : Oro                          |
| 1997                                                                | Tourniquet                                            | —                              | 30                             | —                              | —                              | —                              | —                              | —                              | —                              | —                              | 16                             | —                              | —                              | —                              | —                              | 41                             | —                              | 28                             | —                              | —                              |                                |
| 1997                                                                | Cryptorchid                                           | —                              | —                              | —                              | —                              | —                              | —                              | —                              | —                              | —                              | —                              | —                              | —                              | —                              | —                              | —                              | —                              | —                              | —                              | —                              |                                |
| 1997                                                                | Antichrist Superstar                                  | —                              | —                              | —                              | —                              | —                              | —                              | —                              | —                              | —                              | —                              | —                              | —                              | —                              | —                              | —                              | —                              | —                              | —                              | —                              |                                |
| 1997                                                                | Man That You Fear                                     | —                              | —                              | —                              | —                              | —                              | —                              | —                              | —                              | —                              | —                              | —                              | —                              | —                              | —                              | —                              | —                              | —                              | —                              | —                              |                                |
| Remix & Repent                                                      |                                                       |                                |                                |                                |                                |                                |                                |                                |                                |                                |                                |                                |                                |                                |                                |                                |                                |                                |                                |                                |                                |
| 1997                                                                | The Horrible People                                   | —                              | —                              | —                              | —                              | —                              | —                              | —                              | —                              | —                              | —                              | —                              | —                              | —                              | —                              | —                              | —                              | —                              | —                              | —                              |                                |
| Spawn: The Album                                                    |                                                       |                                |                                |                                |                                |                                |                                |                                |                                |                                |                                |                                |                                |                                |                                |                                |                                |                                |                                |                                |                                |
| 1997                                                                | Long Hard Road Out of Hell                            | —                              | —                              | —                              | —                              | —                              | —                              | —                              | —                              | —                              | —                              | —                              | —                              | —                              | —                              | —                              | —                              | —                              | —                              | —                              |                                |
| Mechanical Animals                                                  |                                                       |                                |                                |                                |                                |                                |                                |                                |                                |                                |                                |                                |                                |                                |                                |                                |                                |                                |                                |                                |                                |
| 1998                                                                | The Dope Show                                         | 15                             | 12                             | —                              | —                              | —                              | —                              | 63                             | —                              | 53                             | —                              | —                              | —                              | —                              | 20                             | 28                             | —                              | 12                             | —                              | —                              | : Oro                          |
| 1999                                                                | I Don't Like the Drugs (But the Drugs Like Me)        | 36                             | 25                             | —                              | —                              | —                              | —                              | 83                             | —                              | —                              | —                              | —                              | —                              | —                              | 45                             | 35                             | —                              | —                              | —                              | —                              |                                |
| 1999                                                                | Rock Is Dead                                          | 30                             | 28                             | —                              | —                              | —                              | —                              | —                              | —                              | —                              | —                              | —                              | —                              | —                              | —                              | —                              | —                              | 23                             | —                              | —                              |                                |
| 1999                                                                | Coma White                                            | —                              | —                              | —                              | —                              | —                              | —                              | —                              | —                              | —                              | —                              | —                              | —                              | —                              | —                              | —                              | —                              | —                              | —                              | —                              |                                |
| The Last Tour on Earth                                              |                                                       |                                |                                |                                |                                |                                |                                |                                |                                |                                |                                |                                |                                |                                |                                |                                |                                |                                |                                |                                |                                |
| 1999                                                                | Astonishing Panorama of the Endtimes                  | —                              | —                              | —                              | —                              | —                              | —                              | —                              | —                              | —                              | —                              | —                              | —                              | —                              | —                              | —                              | —                              | —                              | —                              | —                              |                                |
| Holy Wood (In the Shadow of the Valley of Death)                    |                                                       |                                |                                |                                |                                |                                |                                |                                |                                |                                |                                |                                |                                |                                |                                |                                |                                |                                |                                |                                |                                |
| 2000                                                                | Disposable Teens                                      | 24                             | 22                             | —                              | 73                             | —                              | 67                             | 99                             | —                              | 52                             | —                              | —                              | —                              | 7                              | 46                             | —                              | 64                             | 12                             | —                              | —                              |                                |
| 2001                                                                | The Fight Song                                        | —                              | —                              | —                              | —                              | 59                             | —                              | —                              | —                              | —                              | 19                             | —                              | —                              | —                              | —                              | —                              | 67                             | 24                             | —                              | —                              |                                |
| 2001                                                                | The Nobodies                                          | —                              | —                              | —                              | 96                             | 56                             | 94                             | —                              | —                              | —                              | —                              | —                              | —                              | 17                             | —                              | —                              | 65                             | 34                             | —                              | —                              |                                |
| The Golden Age of Grotesque                                         |                                                       |                                |                                |                                |                                |                                |                                |                                |                                |                                |                                |                                |                                |                                |                                |                                |                                |                                |                                |                                |                                |
| 2002                                                                | Tainted Love                                          | 33                             | 30                             | —                              | 2                              | 2                              | 25                             | 44                             | 7                              | 11                             | 11                             | 7                              | 3                              | 2                              | —                              | —                              | 3                              | 5                              | 3                              | 8                              | : Oro : Argento                |
| 2003                                                                | mOBSCENE                                              | 26                             | 18                             | 4                              | 6                              | 15                             | 61                             | 84                             | 38                             | 18                             | 16                             | 20                             | 7                              | 9                              | 31                             | 32                             | 20                             | 13                             | 6                              | 27                             |                                |
| 2003                                                                | This Is the New Shit                                  | —                              | —                              | —                              | 44                             | 24                             | 95                             | —                              | 15                             | 59                             | —                              | —                              | —                              | —                              | 31                             | —                              | 25                             | 29                             | —                              | —                              |                                |
| 2003                                                                | (s)AINT                                               | —                              | —                              | —                              | —                              | —                              | —                              | —                              | —                              | —                              | —                              | —                              | —                              | —                              | —                              | —                              | —                              | —                              | —                              | —                              |                                |
| Lest We Forget: The Best Of                                         |                                                       |                                |                                |                                |                                |                                |                                |                                |                                |                                |                                |                                |                                |                                |                                |                                |                                |                                |                                |                                |                                |
| 2004                                                                | Personal Jesus                                        | 12                             | 20                             | —                              | 13                             | 10                             | 62                             | 89                             | 38                             | 39                             | 20                             | 15                             | 8                              | 10                             | 30                             | —                              | 11                             | 13                             | 8                              | —                              |                                |
| 2005                                                                | The Nobodies 2005                                     | —                              | —                              | 42                             | 56                             | —                              | —                              | —                              | —                              | —                              | —                              | —                              | —                              | —                              | —                              | —                              | 65                             | —                              | —                              | —                              |                                |
| Eat Me, Drink Me                                                    |                                                       |                                |                                |                                |                                |                                |                                |                                |                                |                                |                                |                                |                                |                                |                                |                                |                                |                                |                                |                                |                                |
| 2007                                                                | Heart-Shaped Glasses (When the Heart Guides the Hand) | 24                             | 31                             | —                              | —                              | 41                             | —                              | —                              | —                              | 18                             | —                              | —                              | 13                             | —                              | —                              | —                              | 49                             | 19                             | —                              | —                              |                                |
| 2007                                                                | Putting Holes in Happiness                            | —                              | —                              | —                              | —                              | —                              | —                              | —                              | —                              | —                              | —                              | —                              | —                              | —                              | —                              | —                              | 83                             | —                              | —                              | —                              |                                |
| 2007                                                                | You and Me and the Devil Makes 3                      | —                              | —                              | —                              | —                              | —                              | —                              | —                              | —                              | —                              | —                              | —                              | —                              | —                              | —                              | —                              | —                              | —                              | —                              | —                              |                                |
| The High End of Low                                                 |                                                       |                                |                                |                                |                                |                                |                                |                                |                                |                                |                                |                                |                                |                                |                                |                                |                                |                                |                                |                                |                                |
| 2009                                                                | We're from America                                    | —                              | —                              | —                              | —                              | —                              | —                              | —                              | —                              | —                              | —                              | —                              | —                              | —                              | —                              | —                              | —                              | —                              | —                              | —                              |                                |
| 2009                                                                | Arma-Goddamn-Motherfuckin-Geddon                      | —                              | 37                             | —                              | —                              | —                              | —                              | —                              | —                              | 48                             | —                              | —                              | —                              | —                              | —                              | —                              | 67                             | 114                            | —                              | —                              |                                |
| 2009                                                                | Running to the Edge of the World                      | —                              | —                              | —                              | —                              | —                              | —                              | —                              | —                              | —                              | —                              | —                              | —                              | —                              | —                              | —                              | —                              | —                              | —                              | —                              |                                |
| Born Villain                                                        |                                                       |                                |                                |                                |                                |                                |                                |                                |                                |                                |                                |                                |                                |                                |                                |                                |                                |                                |                                |                                |                                |
| 2012                                                                | No Reflection                                         | —                              | 26                             | —                              | —                              | —                              | —                              | —                              | —                              | —                              | —                              | —                              | —                              | —                              | —                              | —                              | —                              | —                              | —                              | —                              |                                |
| 2012                                                                | Slo-Mo-Tion                                           | —                              | —                              | —                              | —                              | —                              | —                              | —                              | —                              | —                              | —                              | —                              | —                              | —                              | —                              | —                              | —                              | —                              | —                              | —                              |                                |
| The Pale Emperor                                                    |                                                       |                                |                                |                                |                                |                                |                                |                                |                                |                                |                                |                                |                                |                                |                                |                                |                                |                                |                                |                                |                                |
| 2014                                                                | Third Day of a Seven Day Binge                        | —                              | —                              | —                              | —                              | —                              | —                              | —                              | —                              | —                              | —                              | —                              | —                              | —                              | —                              | —                              | —                              | —                              | —                              | —                              |                                |
| 2014                                                                | Deep Six                                              | —                              | 22                             | —                              | —                              | —                              | —                              | —                              | —                              | —                              | —                              | —                              | —                              | —                              | —                              | —                              | —                              | —                              | —                              | —                              |                                |
| 2015                                                                | Cupid Carries a Gun                                   | —                              | —                              | —                              | —                              | —                              | —                              | —                              | —                              | —                              | —                              | —                              | —                              | —                              | —                              | —                              | —                              | —                              | —                              | —                              |                                |
| Heaven Upside Down                                                  |                                                       |                                |                                |                                |                                |                                |                                |                                |                                |                                |                                |                                |                                |                                |                                |                                |                                |                                |                                |                                |                                |
| 2017                                                                | We Know Where You Fucking Live                        | —                              | —                              | —                              | —                              | —                              | —                              | —                              | —                              | —                              | —                              | —                              | —                              | —                              | —                              | —                              | —                              | —                              | —                              | —                              |                                |
| 2017                                                                | Kill4Me                                               | —                              | —                              | —                              | —                              | —                              | —                              | —                              | —                              | —                              | —                              | —                              | —                              | —                              | —                              | —                              | —                              | —                              | —                              | —                              |                                |
| We Are Chaos                                                        |                                                       |                                |                                |                                |                                |                                |                                |                                |                                |                                |                                |                                |                                |                                |                                |                                |                                |                                |                                |                                |                                |
| 2020                                                                | We Are Chaos                                          | —                              | —                              | —                              | —                              | —                              | —                              | —                              | —                              | —                              | —                              | —                              | —                              | —                              | —                              | —                              | —                              | —                              | —                              | —                              |                                |
| 2020                                                                | Don't Chase the Dead                                  | —                              | —                              | —                              | —                              | —                              | —                              | —                              | —                              | —                              | —                              | —                              | —                              | —                              | —                              | —                              | —                              | —                              | —                              | —                              |                                |
| Il simbolo " — " indica che il singolo non è entrato in classifica. |                                                       |                                |                                |                                |                                |                                |                                |                                |                                |                                |                                |                                |                                |                                |                                |                                |                                |                                |                                |                                |                                |

- Nota: La prima classifica statunitense si riferisce alla Alternative Airplay, la seconda alla Mainstream Rock Tracks.
- Nota: Nella lista appaiono anche i singoli promozionali.

## Videografia
| Anno                                                          | DVD | Posizione massima raggiunta | Posizione massima raggiunta | Certificazioni  |
| Anno                                                          | DVD | [ 100 ]                     | [ 101 ]                     | Certificazioni  |
| ------------------------------------------------------------- | --- | --------------------------- | --------------------------- | --------------- |
| 1998                                                          | Dead to the World - Pubblicazione: 10 febbraio - Etichetta: Interscope - Formato: VHS - Allmusic:                 | —                           | —                           | : Oro           |
| 1999                                                          | God Is in the TV - Pubblicazione: 2 novembre - Etichetta: Interscope - Formato: VHS - Allmusic:                   | —                           | —                           |                 |
| 1999                                                          | Marilyn Manson Gift Set - Pubblicazione: 7 dicembre - Etichetta: Interscope - Formato: DVD - Allmusic:            | —                           | —                           |                 |
| 2000                                                          | Demystifying the Devil - Pubblicazione: 11 luglio - Etichetta: Ventura - Formato: DVD - Allmusic:                 | —                           | —                           |                 |
| 2001                                                          | Birth of the Anti-Christ - Pubblicazione: 20 novembre - Etichetta: Power Station - Formato: DVD - Allmusic:       | —                           | —                           |                 |
| 2002                                                          | Guns, God and Government - Pubblicazione: 16 luglio - Etichetta: Eagle Vision - Formato: DVD                      | 4                           | 75                          | : Platino : Oro |
| 2009                                                          | Guns, God and Government - Live in L.A. - Pubblicazione: 17 novembre - Etichetta: Indipendente - Formato: Blu-ray | —                           | —                           |                 |
| 2011                                                          | Born Villain - Pubblicazione: 28 agosto - Etichetta: Indipendente - Formato: DVD                                  | —                           | —                           |                 |
| Il simbolo "—" indica che il DVD non è entrato in classifica. | |                             |                             |                 |

## Videoclip
| Anno | Canzone                                               | Direttore                        |
| ---- | ----------------------------------------------------- | -------------------------------- |
| 1994 | Get Your Gunn                                         | Rod Chong                        |
| 1994 | Lunchbox                                              | Richard Kern                     |
| 1995 | Dope Hat                                              | Tom Stern                        |
| 1995 | Sweet Dreams (Are Made of This)                       | Dean Karr                        |
| 1996 | The Beautiful People                                  | Floria Sigismondi                |
| 1996 | Tourniquet                                            | Floria Sigismondi                |
| 1997 | Man That You Fear                                     | W.I.Z.                           |
| 1997 | Cryptorchid                                           | E. Elias Merhige                 |
| 1997 | Antichrist Superstar                                  | E. Elias Merhige                 |
| 1997 | Long Hard Road Out of Hell                            | Matthew Rolston                  |
| 1998 | Apple of Sodom                                        | Joseph Cultice                   |
| 1998 | The Dope Show                                         | Paul Hunter                      |
| 1998 | I Don't Like the Drugs (But the Drugs Like Me)        | Paul Hunter                      |
| 1999 | Rock Is Dead                                          | Marilyn Manson                   |
| 1999 | Coma White                                            | Samuel Bayer                     |
| 1999 | Astonishing Panorama of the Endtimes                  | Pete List                        |
| 2000 | Disposable Teens                                      | Samuel Bayer                     |
| 2001 | The Fight Song                                        | W.I.Z. e Marilyn Manson          |
| 2001 | The Nobodies                                          | Paul Fedor                       |
| 2002 | Tainted Love                                          | Philip G. Atwell                 |
| 2003 | mOBSCENE                                              | Marilyn Manson e Thomas Kloss    |
| 2003 | This Is the New Shit                                  | Marilyn Manson e The Cronenweths |
| 2004 | (s)AINT                                               | Asia Argento                     |
| 2004 | Personal Jesus                                        | Marilyn Manson e Nathan Cox      |
| 2007 | Heart-Shaped Glasses (When the Heart Guides the Hand) | James Cameron e Marilyn Manson   |
| 2007 | Putting Holes in Happiness                            | Philippe Grandrieux              |
| 2009 | Arma-goddamn-motherfuckin-geddon                      | Delaney Bishop                   |
| 2009 | Running to the Edge of the World                      | Nathan Cox e Marilyn Manson      |
| 2010 | WOW                                                   | Marilyn Manson                   |
| 2012 | No Reflection                                         | Lukas Ettlin                     |
| 2012 | Slo-Mo-Tion                                           | Marilyn Manson                   |
| 2012 | Hey, Cruel World...                                   | Tim Mattia                       |
| 2014 | Third Day Of A Seven Day Binge                        |                                  |
| 2015 | Deep Six                                              | Bart Hess                        |
| 2016 | The Mephistopheles Of Los Angeles                     | Francesco Carrozzini             |
| 2017 | We Know Where You Fucking Live                        | Bill Yukich                      |
| 2017 | Kill4Me                                               | Bill Yukich                      |
| 2017 | Say10                                                 | Bill Yukich                      |
| 2018 | Tattooed In Reverse                                   | Bill Yukich                      |
| 2018 | Cry Little Sister                                     | Bill Yukich                      |
| 2019 | God's Gonna Cut You Down                              | Tim Mattia                       |
| 2020 | We Are Chaos                                          | Matt Mahurin                     |
| 2020 | Don't Chase the Dead                                  | Travis Shinn                     |
| 2024 | As Sick As The Secrets Within                         | Bill Yukich                      |

## Colonne sonore
| Anno | Brano                                | Opera                                             |
| ---- | ------------------------------------ | ------------------------------------------------- |
| 1995 | Get Your Gunn                        | S.F.W. - So Fucking What                          |
| 1997 | Kiddie Grinder                       | Nowhere                                           |
| 1997 | Long Hard Road Out of Hell           | Spawn                                             |
| 1997 | I Put a Spell on You                 | Lost Highway                                      |
| 1997 | Apple of Sodom                       | Lost Highway                                      |
| 1997 | The Suck for Your Solution           | Private Parts                                     |
| 1998 | Sweet Tooth                          | Strangeland                                       |
| 1998 | Golden Years                         | Dead Man on Campus                                |
| 1999 | Astonishing Panorama of the Endtimes | Celebrity Deathmatch                              |
| 1999 | Rock Is Dead                         | Matrix                                            |
| 1999 | «Highway to Hell»                    | Detroit Rock City                                 |
| 2000 | Suicide Is Painless                  | Book of Shadows: Blair Witch 2                    |
| 2000 | Break You Down                       | Dracula 2000                                      |
| 2001 | Valentine's Day                      | Valentine                                         |
| 2001 | Tainted Love                         | Not Another Teen Movie                            |
| 2001 | The Nobodies                         | La vera storia di Jack lo squartatore - From Hell |
| 2002 | Rock Is Dead                         | Il tesoro dell'Africa                             |
| 2002 | The Nobodies                         | Bowling a Columbine                               |
| 2002 | The Fight Song                       | Bowling a Columbine                               |
| 2002 | Redeemer                             | La regina dei dannati                             |
| 2002 | The Fight Song                       | Resident Evil                                     |
| 2003 | La La Song                           | Party Monster                                     |
| 2003 | This Is the New Shit                 | Matrix Reloaded                                   |
| 2005 | Use Your Fist and Not Your Mouth     | Cold Fear                                         |
| 2005 | Dried Up, Tied and Dead to the World | La maschera di cera                               |
| 2005 | Irresponsible Hate Anthem            | Saw II - La soluzione dell'enigma                 |
| 2006 | This Is Halloween                    | Nightmare Before Christmas                        |
| 2006 | «This Is The New Shit»               | Hatchet                                           |
| 2007 | Putting Holes in Happiness           | Guitar Hero III: Legends of Rock                  |
| 2007 | Sweet Dreams (Are Made of This)      | La vendetta di Halloween                          |
| 2008 | Sweet Dreams (Are Made of This)      | Bajo la sal                                       |
| 2009 | The Beautiful People                 | Brütal Legend                                     |
| 2010 | If I Was Your Vampire                | Mordimi                                           |

## Demo
| Anno | Titolo                       | Informazioni aggiuntive |
| ---- | ---------------------------- | --- |
| 1990 | The Raw Boned Psalms         | Prima musicassetta pubblicata come Marilyn Manson & the Spooky Kids; mai venduta. Consta di un lato A e un lato B.                      |
| 1990 | The Beaver Meat Cleaver Beat | Seconda musicassetta pubblicata; ne furono prodotte pochissime. Include otto tracce, tra cui la prima versione registrata di My Monkey. |
| 1990 | Big Black Bus                | Contiene alcune canzoni del primo demo. Si tratta del primo lavoro della band messo ufficialmente in commercio.                         |
| 1990 | Grist-O-Line                 | Include quattro tracce, tra le quali compare la prima versione registrata di Cake and Sodomy.                                           |
| 1991 | After School Special         | Registrato presso i Sync Studios di Miami, include le prime versioni registrate di Lunchbox e Cyclops.                                  |
| 1991 | Lunchbox                     | Contiene quattro tracce, tra le quali appaiono Cake and Sodomy e My Monkey. Questo demo vendette 177 675 copie.                         |
| 1992 | The Family Jams              | Contiene la prima versione registrata di Dope Hat. Il titolo è un omaggio al gruppo di Charles Manson, "The Family".                    |
| 1992 | Live as Hell                 | Registrato dal vivo negli studi di "Radio Clash", contiene sei tracce ed una breve intervista a Marilyn Manson.                         |
| 1993 | Refrigerator                 | Contiene la prima versione registrata di Wrapped in Plastic. Solamente cento copie di questo demo furono vendute.                       |
| 1993 | The Manson Family Album      | Prima versione del disco di debutto Portrait of an American Family, mai pubblicata ufficialmente.                                       |

- Nota: Tutti i demo qui elencati, salvo The Manson Family Album, furono prodotti dalla band sotto il nome Marilyn Manson & the Spooky Kids.

## Compilation varie
| Anno | Album |
| ---- | --- |
| 1997 | Smells Like White Trash (Interview Box) - Pubblicazione: 26 agosto - Etichetta: Index - Formato: CD - Allmusic: |
| 2000 | Coffin Boxset - Pubblicazione: 19 dicembre - Etichetta: Import - Formato: CD - Allmusic:                        |
| 2004 | Lunch Boxes & Choklit Cows - Pubblicazione: 20 aprile - Etichetta: White - Formato: CD                          |
| 2004 | Collector's Box - Pubblicazione: 22 novembre - Etichetta: Chrome Dreams - Formato: CD                           |
| 2009 | The Marilyn Manson Collection - Pubblicazione: 9 giugno - Etichetta: Strategic Marketing - Formato: CD          |

## Collaborazioni
| Anno | Opera             | Note |
| ---- | ----------------- | --- |
| 2000 | The Way I Am      | Manson fa un cameo nel videoclip del brano.                                                                         |
| 2002 | Dead in Hollywood | Questo brano dei Murderdolls vede anche la partecipazione della band.                                               |
| 2004 | Area 51           | I componenti del gruppo prestarono la loro voce per il doppiaggio del videogioco.                                   |
| 2010 | LoveGame          | Manson ha prestato la voce per il ritornello di LoveGame ChewFu Remix, contenuto nell'album The Remix di Lady Gaga. |
| 2011 | Tempat Ku         | Manson appare nel videoclip del brano della band D'Hask, insieme a JoJo e Bai Ling.                                 |
| 2013 | Bad Girl          | Brano di Avril Lavigne tratto dall'album omonimo.                                                                   |
| 2013 | Can't Haunt Me    | Brano di Skylar Grey con la collaborazione di Manson.                                                               |

## Varie
| Anno | Opera                                                | Note                                                                                  |
| ---- | ---------------------------------------------------- | ------------------------------------------------------------------------------------- |
| 1995 | The 5000 Fingers of Marilyn Manson - Allmusic:       | Contiene sedici tracce.                                                               |
| 1995 | The Interview Sessions - Allmusic:                   | Contiene due dischi con interviste varie.                                             |
| 1997 | Rockview Interviews, Pt. 1 - Allmusic:               | Contiene un'intervista.                                                               |
| 1999 | Rockview Interviews, Pt. 2 - Allmusic:               | CD con la seconda parte dell'intervista.                                              |
| 1999 | Star Profiles - AllMusic:                            | Documentario sulla band.                                                              |
| 1999 | Maximum Manson - Allmusic:                           | Contiene solo sette tracce.                                                           |
| 2000 | In Conversation - Allmusic:                          | Contiene un video di oltre 36 minuti.                                                 |
| 2001 | The Unauthorized Biography and Interview - Allmusic: | Si tratta di una biografia non autorizzata.                                           |
| 2002 | Coke and Sodomy - Allmusic:                          | Si compone di dieci canzoni.                                                          |
| 2003 | More Maximum Manson - Allmusic:                      | Presenta varie interviste fatte a Manson.                                             |
| 2004 | From Obscurity 2 Purgatory                           | Contiene due dischi: il primo si compone di quattordici tracce, il secondo di sedici. |

## Progetti paralleli
- Satan on Fire - progetto parallelo di Marilyn Manson e Twiggy Ramirez nel 1992. Registrarono 7 canzoni.
- Mrs. Scabtree - progetto parallelo di Marilyn Manson e Twiggy Ramirez nel 1993. Registrarono 3 canzoni.